# ديفيد ووكر (لاعب كرة قدم أمريكية)
ديفيد ووكر (بالإنجليزية: David Walker)‏ هو لاعب كرة قدم أمريكية أمريكي، ولد في 4 ديسمبر 1969.